# 宋燕旻
宋燕旻（1986年11月25日—）是台灣的新聞主播、新聞記者，現任華視主頻《華視晚間新聞》當家主播、華視新聞資訊台《2300華視夜間新聞》主播，為導演柯孟融的妻子。

## 學歷
- 輔仁大學新聞傳播學系
- 嘉義縣私立協同高級中學

## 經歷
- 2007年 輔仁大學生命力新聞記者[1]
- 2008年 自由時報記者[2]
- 華視氣象主播
- 中華電視公司行政部公關中心副主任
- 周日《華視午間新聞》主播
- 華視新聞資訊台《華視整點新聞》主播
- 2023年 特別演出《最佳利益2－決戰利益》主播
- 2023年 特別演出《最佳利益3－最終利益》主播

## 播報時段
- 華視主頻、華視新聞資訊台《華視晨間新聞》（2021年12月1日-2025年3月28日）
- 華視主頻《華視晚間新聞》（2025年4月1日-至今）
- 華視新聞資訊台《2300華視夜間新聞》（2025年4月1日-至今）

## 外部連結
- 宋燕旻的Facebook專頁
- 宋燕旻的Instagram帳戶